# Cratiria
Cratiria — рід лишайників родини Каліцієві (Caliciaceae). Назва вперше опублікована 2000 року.

## Етимологія
Назва походить від грецького слова «кратер» (грец. Κρατήρας) — таз, глечик або чаша для змішування, що стосується форми апотеціїв, які нагадують чашу в
поперечному перерізі.

## Поширення
Cratiria - це пантропічно-субтропічний рід з близько 20 видів, шість з яких зустрічаються на півночі та сході Австралії, де вони ростуть на корі або деревині в прибережних лісах, дощових лісах та мусонних лісах.

## Види
База даних Species Fungorum станом на 14.10.2019 налічує 21 вид роду Cratiria:
- Cratiria aggrediens (Stirt.) Marbach, 2000
- Cratiria americana (Fée) Kalb & Marbach, 2000
- Cratiria amphorea (Eckfeldt) Marbach, 2000
- Cratiria burleighensis Elix, 2014
- Cratiria chloraceus Marbach, 2000
- Cratiria dissimilis (Nyl.) Marbach, 2000
- Cratiria exalbida (Kremp.) Marbach, 2000
- Cratiria lauri-cassiae (Fée) Marbach, 2000
- Cratiria mayrhoferi Elix, 2018
- Cratiria megaobscurior Marbach, 2000
- Cratiria melanochlora (Kremp.) Marbach, 2000
- Cratiria obscurior (Stirt.) Marbach & Kalb, 2000
- Cratiria paramoensis Marbach, 2000
- Cratiria rutilans Marbach, 2000
- Cratiria rutilantoides Marbach, 2000
- Cratiria saltensis (H.Magn.) Marbach, 2000
- Cratiria sorediata Aptroot & Seaward, 2009
- Cratiria streimannii Elix, 2014
- Cratiria subtropica (Elix) Elix, 2014
- Cratiria verdonii Elix, 2014
- Cratiria vioxanthina (Elix) Kalb & Elix, 2012